# Dicentra
Srdašce (dicentra; lat. Dicentra),  biljni rod iz porodice makovki raširen po istočoj Aziji i Sjevernoj Americi.
Na popisu je osam vrsta. Vrsta plačeće srce ili neobično srdašce, izdvojena je iz ovog roda i uklopljena u rod Lamprocapnos kao Lamprocapnos spectabilis (L.) Fukuhara (sin. Dicentra spectabilis (L.) Lem.)

## Vrste
1. Dicentra canadensis (Goldie) Walp.
2. Dicentra cucullaria (L.) Bernh.
3. Dicentra eximia (Ker Gawl.) Torr.
4. Dicentra formosa (Andrews) Walp.
5. Dicentra nevadensis Eastw.
6. Dicentra pauciflora S.Watson
7. Dicentra peregrina (Rudolph) Makino
8. Dicentra uniflora Kellogg